# پروهونیتسه
پروهونیتسه (به چکی: Průhonice) یک منطقهٔ مسکونی در جمهوری چک است که در ناحیه پراگ-غرب واقع شده‌است.